# کوکبان (شهر)
 کوکبان  نام شهریست از توابع استان استان صَنعاء در کشور یمن در شبه جزیره عربستان . و مرکز قضا صنعا است. چند مسجد تاریخی در این شهر وجود دارد.